# Manettia auratifolia
Manettia auratifolia là một loài thực vật có hoa trong họ Thiến thảo. Loài này được Silva Manso mô tả khoa học đầu tiên năm 1836.